# Велсбург (Западна Вирџинија)
Велсбург (енгл. Wellsburg) град је у америчкој савезној држави Западна Вирџинија.

## Демографија
По попису из 2010. године број становника је 2.805, што је 86 (-3,0%) становника мање него 2000. године.
| Група             | 2000.         | 2010.         |
| Белци             | 2.789 (96,5%) | 2.679 (95,5%) |
| Афроамериканци    | 58 (2,0%)     | 52 (1,9%)     |
| Азијати           | 3 (0,1%)      | 6 (0,2%)      |
| Хиспаноамериканци | 7 (0,2%)      | 33 (1,2%)     |
| Укупно            | 2.891         | 2.805         |